# Joachim Kroll
Joachim Georg Kroll ( Hindenburg, atual Zabrze, 17 de Abril de 1933 - Rheinbach, 1 de Julho de 1991) foi um assassino em série alemão, pedófilo e canibal, conhecido como Ruhr Cannibal, Ruhr Hunter ou Duisburg Man-Eater. Foi condenado por um total de 8 homicídios, porém, confessou 14 homicídios.

## Juventude
Nascido de um mineiro em Hindenburg, atual Zabrze, Província de Upper Siliesia, Kroll foi o sexto de nove filhos. Era uma criança fraca e costumava urinar na cama. A sua educação foi pobre, apenas atingindo a terceira classe (psiquiatras determinaram que o seu QI era de 76). 
Depois do fim da Segunda Guerra Mundial, onde o seu pai se tornou um prisioneiro de guerra, a família de Kroll mudou-se para o Norte de Rhine-Westphalia.

## Crimes
Ele começou a matar em 1955, depois da sua mãe morrer. Por volta de 1960, Kroll foi para Duisburg e encontrou trabalho como empregado de casa de banho para o Mannesmann. Depois disso, trabalhou para a Thyssen Industries e mudou-se para o número 24 da Friesen Street, Laar, distrito de Duisburg. Durante esse tempo, passou-o a matar pessoas.

## Lista de vítimas
- 8 de Fevereiro de 1955 – Irmgard Strehl, 19, violada e esfaqueada até à morte. O seu corpo esventrado foi encontrado num celeiro em Lüdinghausen.
- 1956 – Erika Schuletter, 12, violada e estrangulada em Kirchhellen,que agora faz parte de Bottrop.
- 16 Junho de 1959 – Klara Frieda Tesmer, 24, morta nos arredores de Rhine, perto de Rheinhausen. Um mecânico, Heinrich Ott, foi preso pelo crime. Enforcou-se na prisão.
- 26 de Julho de 1959 – Manuela Knodt, 16, violada e estrangulada no parque da cidade de Essen. Fatias de carne foram retiradas das suas nádegas e coxas.
- 1962 – Barbara Bruder, 12, raptada em Burscheid. O seu corpo nunca foi encontrado.
- 23 April 1962 – Petra Giese, 13, violada e estrangulada em Dinslaken-Bruckhausen. Vinzenz Kuehn foi preso e condenado.
- 4 de Junho de 1962 – Monika Tafel, 12, morta em Walsum, pedaços de carne foram retirados das suas nádegas. Walter Quicker foi preso pelo crime. É libertado mas é levado pelos vizinhos a suicidar-se em Outubro.
- 22 de Agosto de 1965 – Hermann Schmitz e a sua namorada Marion Veen foram atacados enquanto estavam sentados no carro numa ladeira para namorados em Duisburg-Großenbaum. Hermann - a única vítima masculina de Kroll - foi morta mas Veen escapou.
- 13 de Setembro de 1966 – Ursula Rohling, estrangulada em Foersterbusch Park, perto de Marl. O seu namorado Adolf Schickel suicidou-se depois de ser falsamente acusado do crime.
- 22 December 1966 – Ilona Harke, 5, violada e afogada numa valeta em Wuppertal.
- 12 de Julho de 1969 – Maria Hettgen, 61, violada e estrangulada em Hückeswagen.
- 21 de Maio de 1970 – Jutta Rahn, 13, estrangulada enquanto regressava a casa a partir da estação de comboios. Peter Schay foi preso e eventualmente libertado. Confessou o crime em 1976 depois de ser ferido pelos seus vizinhos.
- 1976 – Karin Toepfer, 10, violada e estrangulada em Voerde.
- 3 de Julho de 1976 – Marion Ketter, 4. Partes do seu corpo estavam a ser analisadas quando Kroll foi preso.

## Método
Kroll era muito particular acerca do local onde matava, matando sempre no mesmo local em algumas ocasiões com anos de diferença. Isto, e o facto de existirem vários assassinos a operar na mesma área na altura, ajudou a evitar ser preso. Kroll surpreendia as suas vítimas e estrangulava-as rapidamente. Depois, despia os corpos e tinha relações sexuais com os cadáveres, algumas vezes masturbando-se sobre eles novamente. Depois, mutilava e cortava pedaços para serem comidos mais tarde. Ao voltar a casa, tinha novamente relações sexuais com uma boneca de borracha que tinha com esse propósito.

## Captura
A 3 de Julho de 1976, Kroll foi preso por rapto e morte de uma menina de 4 anos chamada Marion Ketter. Quando a polícia foi de casa em casa, um vizinho aproximou-se de um agente e disse-lhe que os canos do seu apartamento estavam entupidos, e que quando perguntou ao seu vizinho, Kroll, se ele sabia o que estava a bloquear o cano, Kroll simplesmente respondeu: "Entranhas". No seguimento deste relatório, a polícia foi ao apartamento de Kroll e encontrou o corpo de Ketter cortado: algumas partes no frigorífico, uma pequena mão a cozinhar numa panela de água a ferver e as entranhas estavam presas nos canos. 
Kroll foi preso imediatamente.

## Julgamento e morte
Ele admitiu ter matado Marion Ketter e deu detalhes de outros 14 homicídios e uma tentativa de assassinato nos 20 anos anteriores.
Kroll disse que algumas vezes cortava porções de carne das vítimas para as cozinhar e comer, dizendo que fazia isso para poupar nas contas da mercearia. Preso, ele acreditou que iria ser feita uma pequena operação para o curar dos impulsos homicidas e que ia depois ser libertado da prisão. Em vez disso, foi acusado de 8 assassinatos e uma tentativa. Em Abril de 1982, depois de um julgamento de 151 dias, foi condenado de todas as acusações e foi-lhe dada prisão perpétua.
Morreu de ataque cardíaco em 1991 na prisão de Rheinbach.